# Mesorhaga laeta
Mesorhaga laeta är en tvåvingeart som beskrevs av Becker 1922. Mesorhaga laeta ingår i släktet Mesorhaga och familjen styltflugor.
Artens utbredningsområde är Paraguay. Inga underarter finns listade i Catalogue of Life.